# Stigmaphyllon stylopogon
Stigmaphyllon stylopogon är en tvåhjärtbladig växtart som beskrevs av C. Anderson. Stigmaphyllon stylopogon ingår i släktet Stigmaphyllon och familjen Malpighiaceae. Inga underarter finns listade i Catalogue of Life.